# Fiction Kult
A Fiction Kult (Képzelet, Irodalom, Kultúra) 2008-ban indult nonprofit alapon működő fantasztikus irodalommal foglalkozó portál (online magazin). Célja a fantasztikus irodalom népszerűsítése Magyarországon.

## Az oldalról
A könyvek mellett fellelhetőek online képregények, művészeti, irodalmi cikkek, könyv és film kritikák, misztikus történetek, valamint novella és regényfordítások, ez utóbbiak célja a fantasztikus irodalom elérhetőbbé tétele az országban.
2011-ben a Fiction Kult könyves közösségi portállá is vált, továbbá ugyanebben az évben jelentek meg az oldalon a rövidhírek és a videók is. A könyvtárban (amely egy könyves adatbázis) a tagok értékelhetnek, könyvespolcokra rendezhetnek, kereshetnek-kínálhatnak, ajánlhatnak egymásnak könyveket, jelenleg több mint 2400 kötetet tartalmaz.
Az oldal regisztrált tagjai lehetőséget kaptak rövidhírek, videók és nem utolsósorban könyvek feltöltésére is.
Az oldalon továbbá megtalálható több mint 2000 oldalnyi képregény fordítás, valamint Cory Doctorow: Kistestvér című regényének teljes fordítása is, amely megjelent a Galaktika Fantasztikus Könyvek sorozatában. Emellett számos neves külföldi szerző David Brin, Mike Resnick, Kelly Link, Kij Johnson, James Patrick Kelly, Peter Watts írásai is fellelhetőek magyarul az oldalon. A fantasztikus irodalomhoz kapcsolható művészeti, irodalmi és kulturális cikkek, interjúk mellett jelenleg futó nagyobb projekt Peter Watts: Blindsight (Vakfolt) című regényének fordítása.

## Díjak
- 2009-ben a Fiction Kult a MATISZ (Magyar Tartalomipari Szövetség) által rendezett eFestival különdíjasa lett az eKultúra (A magyar kulturális örökség digitális megőrzése) eTudomány kategóriában.
- 2011-ben második helyezést ért el az eFestival-on a Szórakozás - Játék kategóriában.

## Pályázatok
A Fiction Kult eddig két sikeres pályázatot rendezett:
- 2010-ben Emberi mélységek irodalmi pályázat
- 2012-ben Steampunk rajzpályázat